# Peugeot type 1593
Le Peugeot type 1593 est un modèle de véhicule utilitaire fabriqué par Peugeot de 1929 à 1931.

## Historique
Le type 1593 sort en 1929, pour remplacer le type 1583 (de). Il est produit en 5 000 exemplaires jusqu'en 1931.
Plusieurs carrosseries sont vendues : camionnette, fourgon, boulangère et plateau nu.

## Conception
Le type 1593 est équipé du moteur à essence Peugeot RA à six cylindres 65 × 100 mm, qui équipe également la voiture type 183. Ce moteur a une puissance fiscale de 11 CV.
La boîte de vitesses donne 4 vitesses avant et une marche arrière.
Le type 1593 a un empattement de 3,315 m et une voie de 1,334 m. Les dimensions de l'arrière (zone derrière la cabine) varient selon les carrosseries :
| Carrosserie                    | Longueur | Largeur | Hauteur |
| ------------------------------ | -------- | ------- | ------- |
| Camionnette à plateau surélevé | 2,25 m   | 1,52 m  | 1,30 m  |
| Camionnette à plateau bas      | 2,25 m   | 1,38 m  | 1,30 m  |
| Fourgonnette                   | 2,23 m   | 1,45 m  | 1,30 m  |
| Boulangère                     | 2,23 m   | 1,45 m  | 1,30 m  |
| Plateau nu surélevé            | 2,25 m   | 1,62 m  | -       |

La charge utile est de 1,2 t pour les différentes versions.